# Gochsheim
Gochsheim – miejscowość i gmina w Niemczech, w kraju związkowym Bawaria, w rejencji Dolna Frankonia, w regionie Main-Rhön, w powiecie Schweinfurt. Leży około 5 km na południowy wschód od Schweinfurtu, przy autostradzie A70 i linii kolejowej Schweinfurt – Kitzingen.

## Demografia
| Rok  | Liczba mieszk. |
| ---- | -------------- |
| 2002 | 6580           |
| 2005 | 6494           |

## Polityka
Wójtem jest Wolfgang Widmaier z CSU. Rada gminy składa się z 21 członków:
|      | CSU | SPD | Wolni Wyborcy | UWG | Razem     |
| 2002 | 10  | 8   | 2             | 1   | 21 miejsc |

## Współpraca
Miejscowość partnerska:
- Irigny, Francja (od 1999)

## Zabytki i atrakcje
- zbór ewangelicki pw. św. Michała (St. Michael)
- cmentarz
- ratusz
- Kościół pw. św. Mateusza (St. Matthias) z dzwonnicą

## Oświata
W gminie znajduje się szkoła podstawowa i Hauptschule.